# Arthur Dee
Arthur Dee (1579-1651). Nacido el 13 de julio en Mortlake, pequeño poblado al sur de Londres. Fue uno de los ocho hijos fruto del tercer matrimonio de John Dee con Jane Fromand, celebrado en febrero de 1578, ejerció como doctor en medicina llegando a ser tan grande su fama que en 1614 fue recomendado por el propio Arzobispo de Canterbury para que ocupase este cargo en el recientemente fundado hospital de Thomas Sutton, el Charterhouse; en 1627 sería el propio rey Carlos I quien le recomendase como médico el Emperador de Rusia, cargo que aceptó y por el cual vivió una temporada en Rusia.
A la edad de cinco años viajó con sus padres, Edward Kelly y esposa por el norte de Europa, ya que su progenitor tenía la intención de deslumbrar al emperador Rodolfo II con sus profundos conocimientos mágicos y alquímicos; cuando regresó a Inglaterra tras esta larga ausencia tenía algo más de nueve años y medio. En el transcurso de este viaje su padre le hizo aprender gramática latina, aunque probablemente su educación en este período fue irregular.
Una carta enviada por Sir Thomas Browne a Elias Ashmole (en 1675) dice que durante su viaje, probablemente entre 1588 y 1589, el joven Arthur vio a su padre intentando traducir un libro "que sólo contenía jeroglíficos", quizá el Manuscrito Voynich o quizá algún libro alquímico o mágico que tanto le gustaban.
Algunos años después estudió con el famoso doctor Digges —discípulo aventajado de su padre— y, ya adulto, pasó bastante tiempo en Moscú para regresar a Inglaterra alrededor de 1634, cuando se instaló cerca de Norwich en donde residía su amigo Sir Thomas Browne. Precisamente algunos años antes (1658) Elias Ashmole había comenzado a escribir al noble acerca del doctor Dee, su vida y sus obras: mucho más tarde se sitúa el comentario del libro de los jeroglíficos que Sir Thomas recordaba de una conversación mantenida unos 30 años antes con Arthur Dee.
Durante su estancia en Moscú compiló un libro de notas y extractos alquímicos, el cual se publicó en 1631 en París bajo el nombre de "Fasciculas Chemicus".